# Nick Gillespie
Nicholas John Gillespie (Brooklyn, 7 de agosto de 1963) es un periodista libertario estadounidense que fue editor en jefe de la revista Reason de 2000 a 2008 y editor en jefe de Reason.com y Reason TV de 2008 a 2017. Gillespie se unió originalmente al personal de Reason en 1993 como editor asistente y ascendió al primer puesto en 2000. Actualmente es editor general en Reason. Gillespie ha editado una antología, Choice: The Best of Reason.

## Vida y carrera
Gillespie nació en Brooklyn, Nueva York, y creció en el condado de Monmouth, Nueva Jersey, donde se graduó de Mater Dei High School. Su historial educativo incluye un título de grado en inglés y psicología de la Universidad Rutgers y una maestría en inglés de la Universidad del Temple, así como un doctorado en literatura inglesa de la Universidad de Búfalo. Tiene dos hijos, Jack y Neal Gillespie.
Antes de unirse a Reason, Gillespie trabajó en varias revistas comerciales pequeñas y otros medios periodísticos. Trabajó durante varios años en la revista Teen Machine, donde entrevistó a celebridades y sirvió de escritor fantasma de una columna de consejos para la actriz Alyssa Milano.
En una entrevista con el periodista de CNN Jake Tapper, Gillespie y Tapper dijeron que contribuyeron con artículos para el sitio web alternativo Suck.com en la década de 1990. En Suck.com, Gillespie escribió bajo el seudónimo de Mr. Mxyzptlk.
En 2010, The Daily Beast nombró a Gillespie número 18 en su lista de «Los 25 mejores periodistas de la derecha». El propio Gillespie es un colaborador de The Daily Beast.
Gillespie compartió el premio al «Mejor periodismo de defensa» en la 53.ª Entrega Anual de los Premios de Periodismo del Sur de California con Drew Carey y Paul Feine por su trabajo «Reason Saves Cleveland». También recibió una mención de honor como «Mejor sitio web de organización de noticias».
En 2011, Gillespie publicó The Declaration of Independents: How Libertarian Politics Can Fix What's Wrong with America («La declaración de los independientes: Cómo la política libertaria puede arreglar lo que está mal en Estados Unidos») con el editor en jefe de Reason, Matt Welch.